# کیلزبی
کیلزبی (به انگلیسی: Kilsby) یک روستا و محله مدنی در بریتانیا است که در Daventry واقع شده‌است. کیلزبی ۱٬۲۲۱ نفر جمعیت دارد.